# Atyriodes crenulata
Atyriodes crenulata là một loài bướm đêm trong họ Geometridae.